# سرنوشت (فیلم هندی)
سرنوشت یک فیلم هندی ساختهٔ ۱۹۸۲ با حضور دیلیپ کومار و سانجی دات است.

## خلاصه داستان
بازرس پرتاب سینگ که افسر شجاع و وظیفه‌شناسی است در انتظار تولد فرزندش می‌باشد. پس از اینکه او بدست خلافکاری بنام جاگوار کشته می‌شود پدرش شمشیر سینگ سه نفر از قاتلانش را می‌کشد ولی نمی تواند بفهمد چه کسی دستور قتلش را داده و با مرگ عروسش او نوه خود را بزرگ می‌کند. شمشیر سینگ با اعمال خلاف اسم و رسمی برای خودش دست و پا کرده و با عنوان جدید شوبراج یک امپراطوری بنا میکند تا نوه اش کونال در آسایش کامل باشد.زمانی که احساس می کند محیط زندگی اش مانع این میشود که نوه اش یک انسان بار بیاید او را نزد دوستش ابوبابا میفرستد تا تحت تعلیم و تربیت او بزرگ شود.چندین سال بعد که میخواهد کونال را ببیند در هواپیما با جاگوار ملاقات میکند و...

## بازیگران و صداپیشگان
| نقش                                  | بازیگر           | دوبلُر           |
| شمشیر سینگ                           | دیلیپ کومار      | حسین عرفانی     |
| گوروباک‌شا                            | شامی کاپور       | خسرو شمشیرگران  |
| ابو بابا                             | سانجیو کومار     | تورج مهرزادیان  |
| کوپال (نوهٔ شمشیر)                    | سانجی دات        | کیکاووس یاکیده  |
| دورگا (معشوق کوپال)                  | پادمینی کولاپوری | شهلا ناظریان    |
| جاگوار چودوری                        | آمریش پوری       | پرویز ربیعی     |
| خوشحال سینگ                          | مادان پوری       | ناصر احمدی      |
| آقای دیوید                           | تام آلتر         | ناصر خاوری      |
| بازرس پرتاب سینگ (پسر شمشیر)         | سورش اوبروی      | ناصر خاوری      |
| مادر دورگا                           | سوده شیف‌پوری     |                 |
| آقای میزیا                           | شریرام لاگو      | علی همت مومیوند |
| آقای سیانگ                           |                  | جواد پزشکیان    |
| آقای دنگ                             |                  | مهدی آرین نژاد  |
| پرستار بیمارستان (زمان نوزادی کوپال) |                  | شهلا ناظریان    |

## بن‌مایه
- همکاری‌کنندگان ویکی‌پدیا، «Vidhaata»، ویکی‌پدیای انگلیسی، دانشنامهٔ آزاد (بازیابی ۲۹ آذر ۱۳۹۳).